# Zhang Yanquan
Dans ce nom chinois, le nom de famille, Zhang, précède le nom personnel.
Zhang Yanquan est un plongeur chinois né le 13 juin 1994 à Chaozhou. Il est champion olympique aux Jeux olympiques d'été de 2012 en haut-vol à 10 mètres synchronisé avec Cao Yuan.